# Майк Міньйола
Майкл Міньйола (англ. Michael Mignola, [mɪɡˈnoʊlə] ; нар. 16 вересня 1960, Берклі) — американський сценарист і художник коміксів, відомий тим, що створив персонажа Геллбоя для видавництва Dark Horse Comics, частини спільного всесвіту що включає BPRD, Ейб Сапієн, Лобстер Джонсон та численні спінофи. Він також створив інші твори на теми надприродних та паранормальні явищ та істот для Dark Horse, зокрема Baltimore, Joe Golem і The Amazing Screw-On Head.

## Ранні роки
Майк Міньйола народився 16 вересня 1960 року  в Берклі, Каліфорнія.  Він був вихований в католицькій сім'ї.

## Кар'єра

### Marvel і DC
Свою кар'єру Міньйола  розпочав у 1980 році, ілюструючи епізоди в The Comic Reader. Його перший твір був опублікований у The Comic Reader №183, ілюстрація доРудої Соні (стор. 9). Його першою опублікованою обкладинкою була The Comic Reader №196 у листопаді 1981 року. У 1982 році він закінчив Каліфорнійський коледж мистецтв зі ступенем бакалавра ілюстрації.
У 1983 році Міньйола працював інкером (відповідальний за опрацювання тушшю попереднього ескізу) у Marvel Comics над Daredevil та Power Man і Iron Fist, а згодом став відповідальним за початкові ескізи (пенсилер) в серіях The Incredible Hulk, Alpha Flight та в короткій серії Rocket Raccoon.
У 1987 році Міньйола також почав працювати для DC Comics. Він працював над короткими серіями «Примарний незнайомець»  і «Світ Криптону». Разом із письменником Джимом Старліном Міньйола продюсував міні-серіал «Космічна Одіссея» в 1988 році  Міньйола створив обкладинки для кількох історій про Бетмена, включаючи « Бетмен: Смерть у родині »  і «Темний лицар, Темне місто». У 1989 році письменник Брайан Августин і Міньйола створили окрему історію «Ґотем при світлі гасового ліхтаря» 

Обкладинка Batman #429 від Майка Міньоли

В інтерв’ю на початку 2000-х Міньолу запитали, чи його обкладинка 1988 року та текст для обкладинки «Бетмена» №428 передбачали телефонне голосування за смерть другого Робіна ( Джейсон Тодд). Міньйола відповів:
«Для мене так дивно, що люди все ще говорять про цю кляту річ. Я не знав, чи він житиме, чи помре, тому що зробив обкладинку заздалегідь. Тож ідея була така: я намалюю його мертвим, і якщо він виживе, то це лише прикриття того, що він сильно поранений. Мушу сказати --- я тоді про це багато не думав. Я ніколи не уявляв, що буду говорити про все це через стільки років».
Коли його запитали, чи фанати продовжують розпитувати його про цю обкладинку, він відповів: «Ви знаєте, іноді буває. Коли люди говорять про мою кар’єру, це одна з тих обкладинок, про котру часто згадують. У мене було якесь таке глибоке відчуття, котре я хотів висловити. Але в той час це була просто ще одна робота». Навпаки, Міньйола не створював якого спеціального послання у зображенні Джокера (та супровідного тексту) в обкладинці для Бетмена №429. Зображення Джокера передбачало майбутню роботу над коміксом «Ґотем при світлі гасового ліхтаря», але текст обкладинки все ще дотримувався сюжетної лінії коміксу«Смерть у родині ». Цей Джокер з інших світів лише коротко згадується в «Ґотемі при світлі гасового ліхтаря» як чоловік, який одружився з десятьма багатими вдовами, отруїв усіх десятьох стрихніном, а потім сам проковтнув отруту, коли поліція намагалася його заарештувати, що призвело до часткового паралічу обличчя. Міньйола включив чорно-білий поліцейський ескіз у історію «Ґотем при світлі гасового ліхтаря» який не повторював його обкладинку Бетмена №429, вирішивши замість цього втілити Джокера на основі портрету Конрада Вейдта 1928 року в ролі Гвінплена для «Людини, яка сміється». Сцена з фільму Тіма Бертона « Бетмен», випущеного в червні 1989 року (Сполучені Штати), також містить Джокера Джека Ніколсона в циліндрі, але без монокля. Через два роки Джек Шахін опублікував оцінку ісламофобії, що присутня в сюжеті Джима Старліна та ескізах Джима Апаро для коміксу «Смерть в родині», зокрема це стосувалося також Бетмена №429, що викликало дебати щодо намірів Міньоли.
На початку 1990-х років Міньйола працював над обкладинками та резервними копіями для різних коміксів DC і Marvel.  Двічі співпрацював з письменником Говардом Чайкіним. У 1990–1991 роках вони випустили лімітовану серію Fafhrd і Gray Mouser для Epic Comics разом з Аль Вільямсоном. Після цього в 1992 році вийшов графічний роман «Залізний вовк: Пожежі революції» 

### Геллбойі пов'язані з ним спін-офи

#### Геллбой
До 1994 року кар'єра Міньйоли була пов’язана з ілюструванням проектів для корпоративних видавництв. Того року видавництво Dark Horse Comics випустило комікс «Геллбой: Насіння руйнації» (Hellboy: Seed of Destruction ), проект авторства Міньоли. Незважаючи на те, що він написав історію сам, її сценарій опрацював Джон Берн. Наступну історію Геллбоя, Вовки Святого Августа, повністю написав і намалював Міньйола. Відтоді всі оповідання про Геллбоя були написані виключно Міньолою, за винятком «Ті, що спускаються в море на кораблях», співавтором якого був Джошуа Дайсарт.
«Макома» (2006) була першою історією Геллбоя, яку не намалював Міньйола, над нею працював Річард Корбен. Корбен повернувся до цього коміксу, щоб намалювати багато ретроспективних історій. Інші художники також долучилися до малювання ретроспективних історій, зокрема Джейсон Шон Александер, Кевін Ноулан і Скотт Гемптон. У 2007 році, після «Острова» 2005 року, британський художник Дункан Фегредо взяв на себе художні обов’язки над поточною сюжетною аркою « Геллбой » від «Тьми кличе» і далі.
У 2012 році Майк Міньйола повернувся як постійний художник Геллбоя для завершення серії Геллбой у пеклі.

#### Абе Сапієн
У 1998 році був запущений перший спіноф Гелбоя, Abe Sapien. Він не був написаний Майком Міньолою, але містив його новелу про Геллбоя « Голови » як допоміжну лінію сюжету. Ейб Сапієн ну був сприйнятий належним чином, аж поки у 2008 році не з'явився твір «Утоплення». З тих пір спіноф містив кілька оповідань, а починаючи з 2013 року він став постійною серією зі Скоттом Еллі як головним сценаристом разом із Міньолою.

#### Лобстер Джонсон
Омар Джонсон був наступним спінофом, дебютувавши у 1999 році як Box Full of Evil. У 2007 році серія отримала власну назву «Лобстер Джонсон: Залізний Прометей». Він повернувся знову з міні-серією «Палаюча рука» у 2012 році, за яким слідували інші короткі оповідання.

#### BPRD (Бюро Паранормальних Дослідженнь та Захисту, аб БПДЗ)
BPRD був третім допоміжним спінофом, але це був перший, що був задуманий не як одноразова історія, а радше як серія історій. Це почалося з Hollow Earth 2002 року, який розвинувася з Hellboy: Conqueror Worm. Крім того, послідувала серія коротких історій, покликаних дослідити, чим може бути серія BPRD. «Чума жаб » 2004 року стала історією, яка утвердила суть серії та визначила напрямок для майбутніх книг настільки, що перший великий цикл історій зібрано в омнібусних виданнях під назвою BPRD: Чума жаб. Переважна більшість історій цієї епохи були написані у співавторстві з Джоном Аркуді та намальовані Гаєм Девісом.
«БПДЗ: Пекло на Землі»(BPRD: Hell on Earth) — це основна серія, яка продовжується після катастрофічних подій у кінці циклу Plague of Frogs. Гай Девіс залишив серіал у 2011 році після завершення «Пекла на Землі: Боги». Тайлер Крук став новим постійним виконавцем, починаючи з Hell on Earth: Monsters, але до нього приєдналися кілька постійних виконавців, зокрема Джеймс Гаррен і Лоуренс Кемпбелл.
Продовжуючи там, де зупинилося «Пекло на Землі», «Диявол, якого ви знаєте», написаний Майком Міньолою та Скоттом Еллі, а Лоуренс Кемпбелл виступає постійним художником.

#### Сер Едвард Грей, Відьмошукач
Сер Едвард Ґрей, Відьмошукач (більш відомий просто як « Вільмошукач», «Witchfinder ») розпочався з тизерної історії <i id="mw_A">в MySpace Dark Horse Presents</i> #16 у 2008 році, за яким у 2009 році послідувала повна міні-серія. У ній розповідається про дослідника окультизму сера Едварда, агента королеви Вікторії.

#### Франкенштейн
Франкенштейн почався з Frankenstein Underground у 2015 році. Ця міні-серія розгортається в 1956 році і розповідає про Франкенштейна (у Всесвіті Геллбоя монстр Франкенштейн бере ім’я свого батька), коли він вирушає на порожнисту Землю, схожу на Пелуцидар. Це також канонізувало роман Мері Шеллі «Франкенштейн»; або Сучасний Прометей. У 2020 році серіал було розширено коміксом «Скасований Франкенштейн», прямим продовженням роману Шеллі.

#### Спінофні міні-серії
Було опубліковано численні Спінофи, дія яких відбувається у всесвіті Геллбоя:
- Sledgehammer 44 : у цій серії розповідається про енергетичний костюм Епіметей Вріл, створений доктором Геленою Галларґас під час Другої світової війни.
- Підземний Франкенштейн : ця серія розгортається в 1956 році та розповідає про чудовисько Франкенштейна, коли він вирушає на порожнисту Землю, схожу на Пелуцидар.
- Повстання Чорного Полум'я : ця серія розгортається в 1923 році й розповідає про те, як Раймунд Дістель став Чорним Полум'ям.
- Відвідувач: як і чому він залишився : ця серія розповідає про життя інопланетного відвідувача, який збирається вбити немовля Геллбоя в 1944 році.
- Rasputin: The Voice of the Dragon : ця серія розгортається в 1941 році і розповідає про Тревора Бруттенхольма, який стає агентом союзних сил під час Другої світової війни.
- Koshchei the Deathless : Геллбой і Кощей сидять у пабі в Пеклі і балакають.

### Зовнішній світ
«Балтімор» розпочався з ілюстрованого роману 2007 року та продовжився як серія коміксів. Його створили Майк Міньйола та Крістофер Голден.
Як і «Балтімор», «Джо Голем: Окультний детектив» розпочався як ілюстрований прозовий роман ( «Джо Голем і потопаюче місто» 2012 року), а пізніше продовжився як серія коміксів. Він був створений Майком Міньолою та Крістофером Голденом і існує в спільному всесвіті з Балтімором під назвою «Зовнішній світ».

## Стиль
Алан Мур описав стиль Міньоли як « німецький експресіонізм зустрічає Джека Кірбі ». Його стиль також порівнюють із поєднанням Хела Фостера та Алекса Тота.

## Кіно і телебачення
Міньйола працював ілюстратором для фільму Френсіса Форда Копполи «Дракула Брема Стокера» 1992 року. Він також був художником-постановником художнього фільму студії Діснея «Атлантида: Загублена імперія» у 2001 році та концептуальним художником для фільмів «Блейд II» ( 2002) і «Хоробрий » від Pixar. 
Міньйола був найнятий Брюсом Тіммом, щоб створити дизайн персонажів для мультсеріалу «Бетмен» у 1991 році. Його редизайн містера Фріза був використаний для серіалу.
Дизайн костюма Бетмена авторства Міньоли для історії, що розгортається в 1880-х роках в коміксі «Ґотем при світлі гасового ліхтаря» з’явився в «Бетмен: Хоробрий і сміливий».
Художній фільм «Геллбой» був знятий у 2004 році режисером Гільєрмо дель Торо. Міньйола брав активну участь у створенні фільму, а продовження вийшло в 2008 році. «Геллбой» був створений у двох анімаційних фільмах: «Меч бурі» у 2006 році та «Кров і залізо» у 2007 році.
Фільм Міньйоли The Amazing Screw-On Head дебютував у 2006 році на Sci-Fi Channel, де озвучили Пола Джаматті та Девіда Хайда Пірса.
Міньйола працював над сценарієм для фільму про перезавантаження Геллбоя (2019), який зняв Ніл Маршалл, і зіграв Девіда Харбора в ролі Геллбоя. Разом з Крісом Голденом Міньйола також став співавтором сценарію майбутнього фільму-перезапуску під назвою «Геллбой: Крива людина».
Про Міньйолу було знято документальний фільм під назвою «Майк Міньйола: малювання монстрів», режисери якого Джим Демонакос і Кевін Конрад Ханна, фінансований через Kickstarter.

## Особисте життя
Станом на 2014 рік Міньйола проживає в Лос-Анджелесі з дружиною та дочкою.
Щодо впливу його релігійного виховання на його творчість, Міньйола пояснив в інтерв’ю 2014 року: «Ні, я насправді ні в що не вірю. Не на свідомому рівні. У цьому й краса. Мене виховували католиком. мене навчили багатьох речей. Я вважаю релігію захоплюючою, але жодного разу це не зв’язує мені руки. Я можу грати з речами, не надто шанобливо ставлячись до цього. У географії мого пекла є деякі мілтонівські речі, пекло, яке я сторюю набагато ближче до світу, який я створив у «Дивовижній гвинтовій голові». Здебільшого це купа, цей нагромадження старих будівель. Він повністю складається з усього, що я хочу намалювати».

## Нагороди
- 1995 рік:
  - Отримав нагороду Ейзнера за кращий письменник/художник за комікс Геллбой: Насіння руйнування
  - Отримав нагороду Ейнера за «Найкращий графічний альбом: передрук» за Hellboy: Seed of Destruction
  - Отримав нагороду Harvey Awards за найкращого виконавця [29]
  - Отримав нагороду Дона Томпсона « Найкраще досягнення автора туші ».
- 1996 рік:
  - Отримав нагороду Harvey Awards за найкращого виконавця [30]
  - Виграв нагороду Harvey Awards у номінації «Найкращий графічний альбом із раніше випущених матеріалів» за «Геллбой: Вовки Святого Августа»
- 1997 рік:
  - Отримав нагороду Ейзнера як найкращий сценарист/художник за комікс Геллбой: Розбудити диявола
- 1998 рік:
  - Отримав нагороду «Найкращий сценарист/художник» Ейснера за «Геллбой: Майже колос», «Геллбой на Різдво» та «Геллбой молодший» на Хелловін.
- 2000:
  - Отримав нагороду «Кращий художник» Гарві за «Геллбой: Ящик, повний зла».
- 2002 рік:
  - Отримав нагороду Ейзнера за найкращу кінцеву/обмежену серію за Hellboy: Conqueror Worm
- 2003 рік:
  - Отримав нагороду Ейзнера за найкращу гумористичну публікацію за книгу The Amazing Screw-On Head
  - Отримав премію Ейзнера за найкраще оповідання за «Чарівник і змія»
- 2004 рік:
  - Отримав нагороду Eagle Award «Улюблений коміксист/художник».
  - Отримав нагороду Ейзнера за «Кращу книгу про комікси» за «Мистецтво Геллбоя».
  - Отримав нагороду « Inkpot Award » [31]
- 2006:
  - Отримав нагороду Eagle Award «Улюблений коміксист/художник».
- 2007:
  - Отримав орден «Дошка Пошани».
  - Отримав нагороду Eagle Award «Улюблений колір коміксів Америки» за «Геллбой: Темрява кличе»
- 2008 рік
  - Отримав нагороду «Кращий виконавець обкладинок» Harvey Awards [32]
  - Виграв «Нагороду за улюблений колір коміксів – американський» Eagle Award
  - Отримав нагороду «Дошка пошани» Eagle Awards
  - Виграв «Найкращий комікс жахів» Rondo Hatton Classic Horror Awards за «Геллбой: У каплиці Молоха» [33]
- 2009 рік
  - Отримав нагороду Ейзнера за «Кращий кінцевий серіал/обмежений серіал» за «Геллбой: Крива людина»
  - Отримав нагороду Ейзнера «Найкращий графічний альбом: передрук» за Hellboy Library Edition, томи. 1 і 2
  - Отримав нагороду Ейзнера за найкращий дизайн публікації за Hellboy Library Edition, томи. 1 і 2
  - Виграв нагороду «Все в одному» Inkwell Awards
- 2010 рік
  - Отримав премію Гарві (Harvey Awards) як найкращий виконавець обкладинок коміксу Hellboy: Bride of Hell [34]
- 2011 рік
  - Отримав премію Eagle Award «Улюблений письменник/художник».
  - Отримав нагороду Eagle Award «Улюблений виконавець: Inks».
  - Отримав нагороду Ейзнера за найкращий одиничний випуск (або одноразовий випуск) за фільм Геллбой: подвійна риса зла
- 2019 рік
  - Прийнятий до Залу слави нагород Гарві.[35]

### Комікси
- Rocket Raccoon (artist, script by Bill Mantlo, inks by  Al Gordon four-issue limited-series, Marvel Comics, 1985)
- Amazing High Adventure #3 - Short Story "Monkey See, Monkey Die" (script by Steve Englehart, anthology series, Marvel Comics, October 1986)
- The Chronicles of Corum #1–6, 9, 11-12 (artist, with Mike Baron and Mark Shainblum, First Comics, 1987)
- Phantom Stranger (artist, script by Paul Kupperberg, inks by P. Craig Russell four-issue limited series, DC Comics, 1987–1988)
- World of Krypton (artist, script by John Byrne, inks by Rick Bryant, four-issue limited series, DC Comics, 1987–1988)
- Cosmic Odyssey (artist, with writer Jim Starlin and inker Carlos Garzon, 1988, DC Comics, TPB, 226 pages, Titan Books, ISBN 1-84023-715-5, DC Comics ISBN 1-56389-051-8)[36]
- Doctor Strange/Doctor Doom: Triumph and Torment (writer Roger Stern, art also by Mark Badger, 1989, Marvel Comics)
- Batman:
  - Gotham by Gaslight (pencils, with writer Brian Augustyn, and with inks by P. Craig Russell, DC Comics Elseworlds, TPB, 48 pages, 1989, Titan, ISBN 1-85286-265-3, DC, ISBN 0-930289-67-6)
  - Batman: Legends of the Dark Knight #54: "Sanctum" (pencils and story, with writer Dan Raspler, with letterer Willie Schubert, and with coloring by Mark Chiarello, single issue, DC, 1993)
  - Batman: The Doom That Came to Gotham (writer, three-issue mini-series, DC Comics Elseworlds, 2000)
- Wolverine: The Jungle Adventure (artist, with writer Walt Simonson and inker Bob Wiacek, single issue prestige format paperback, Marvel Comics, 1990)
- Fafhrd and the Gray Mouser (artist, with writer Howard Chaykin and inker Al Williamson, four-issue limited series, Epic Comics, 1990–1991)[19]
- Ted McKeever's Metropol #9-11 (artist, with Ted McKeever "The Resurrection of Eddy Current", three-part mini-series, Epic Comics, 1991)
- Bram Stoker's Dracula: official movie adaptation (artist, with writer Roy Thomas and inker John Nyberg, four-issue mini-series Topps Comics 1992)
- Ironwolf: Fires of the Revolution (art, with writers Howard Chaykin and John Francis Moore, and artist P. Craig Russell, 104 pages, 1992, Titan Books, ISBN 1-56389-065-8, DC Comics, ISBN 1-56389-065-8)[19][37]
- Ray Bradbury Comics #4 - Short Story "The City" (with letterer Willie Schubert, anthology series, Topps Comics, 1993)
- ZombieWorld: Champion of the Worms (writer, with art by Pat McEown, three-issue mini-series, 1997, Dark Horse, TPB, 80 pages, 1998, ISBN 1-56971-334-0, 2005, ISBN 1-59307-407-7)[38]
- Jenny Finn: Doom Messiah (script, with art by Troy Nixey and Farel Dalrymple, TPB includes Jenny Finn #1–2, Oni Press, 1999, 128 pages, Boom! Studios, June 2008, ISBN 1-934506-14-1)[39]
- The Amazing Screw-on Head and Other Curious Objects (Dark Horse, 2010) collecting:[40]
  - The Amazing Screw-On Head (one shot comic book, 2002)[41]
  - The Magician and the Snake (with Katie Mignola, published in Happy Endings anthology, 2002)[42]
  - Abu Gung and the Beanstalk (originally drawn 1998, redrawn and expanded for this collection)
  - The Witch and Her Soul (drawn for this collection)
  - The Prisoner of Mars (drawn for this collection)
  - In the Chapel of Curious Objects (drawn for this collection)
- Baltimore (Dark Horse):
  - The Plague Ships (with Christopher Golden and Ben Stenbeck, 2010)
  - A Passing Stranger (with Christopher Golden and Ben Stenbeck for Free Comic Book Day, 2011)
  - The Curse Bells (with Christopher Golden and Ben Stenbeck, 2011)
  - Dr. Leskovar's Remedy (with Christopher Golden and Ben Stenbeck, 2012)
  - The Play (with Christopher Golden and Ben Stenbeck, 2012)
  - The Widow and the Tank (with Christopher Golden and Ben Stenbeck, 2013)
  - The Inquisitor (with Christopher Golden and Ben Stenbeck, 2013)
  - The Infernal Train (with Christopher Golden and Ben Stenbeck, 2013)
  - Chapel of Bones (with Christopher Golden and Ben Stenbeck, 2014)
  - The Witch of Harju (with Christopher Golden and Peter Bergting, 2014)
  - The Wolf and the Apostle (with Christopher Golden and Ben Stenbeck, 2014)
  - The Cult of the Red King (with Christopher Golden and Peter Bergting, 2015)
  - Empty Graves (with Christopher Golden and Peter Bergting, 2016)
  - The Red Kingdom (with Christopher Golden and Peter Bergting, 2017)
- Joe Golem: Occult Detective (Dark Horse):
  - The Rat Catcher (with Christopher Golden and Patric Reynolds, 2015)
  - The Sunken Dead (with Christopher Golden and Patric Reynolds, 2016)
  - The Outer Dark (with Christopher Golden and Patric Reynolds, 2017)
  - Flesh and Blood (with Christopher Golden and Patric Reynolds, 2017)
  - The Drowning City (with Christopher Golden and Peter Bergting, 2018)
- Mr. Higgins Comes Home (with Warwick Johnson-Cadwell, Dark Horse, 2017)[43]
- Our Encounters with Evil & Other Stories Library Edition (with Warwick Johnson-Cadwell, Dark Horse, 2023)[44]

#### Всесвіт Геллбоя (видавництво Dark Horse)
- Hellboy
  - Seed of Destruction (with John Byrne, 1994)
  - The Wolves of Saint August (1994)
  - The Corpse (1995)
  - The Chained Coffin (1995)
  - The Iron Shoes (1996)
  - Wake the Devil (1996)
  - Almost Colossus (1997)
  - A Christmas Underground (1997)
  - Heads (1998)
  - The Baba Yaga (1998)
  - The Right Hand of Doom (1998)
  - The Vârcolac (1999)
  - Goodbye Mr. Tod (1999)
  - Pancakes (1999)
  - Box Full of Evil (1999)
  - The Nature of the Beast (2000)
  - King Vold (2000)
  - Conqueror Worm (2001)
  - The Third Wish (2002)
  - Dr. Carp's Experiment (2003)
  - The Penanggalan (2004)
  - The Troll-Witch (2004)
  - The Ghoul (2005)
  - The Island (2005)
  - Makoma (with Richard Corben, 2006)
  - The Hydra and the Lion (2006)
  - They That Go Down to the Sea in Ships (with Joshua Dysart and Jason Shawn Alexander, 2007)
  - Darkness Calls (with Duncan Fegredo, 2007)
  - The Vampire of Prague (with P. Craig Russell, 2007)
  - The Mole (with Duncan Fegredo, 2008)
  - The Crooked Man (with Richard Corben, 2008)
  - In the Chapel of Moloch (2008)
  - The Wild Hunt (with Duncan Fegredo, 2008)
  - The Bride of Hell (with Richard Corben, 2009)
  - Hellboy in Mexico (with Richard Corben, 2010)
  - The Storm (with Duncan Fegredo, 2010)
  - The Whittier Legacy (2010)
  - Double Feature of Evil (with Richard Corben, 2010)
  - The Sleeping and the Dead (with Scott Hampton, 2010)
  - Buster Oakley Gets His Wish (with Kevin Nowlan, 2011)
  - Being Human (with Richard Corben, 2011, collected in B.P.R.D.: Being Human)
  - The Fury (with Duncan Fegredo, 2011)
  - House of the Living Dead (with Richard Corben, 2011)
  - Hellboy versus the Aztec Mummy (2011)
  - The Midnight Circus (with Duncan Fegredo, 2013)
  - Hellboy Gets Married (with Mick McMahon, 2013)
  - The Coffin Man (with Fábio Moon, 2014)
  - The Coffin Man 2: The Rematch (with Gabriel Bá, 2015)
  - Into the Silent Sea (with Gary Gianni, 2017)
  - Krampusnacht (with Adam Hughes, 2018)
- Hellboy in Hell:
  - The Descent (2012)
  - The Three Gold Whips (2013)
  - The Death Card (2014)
  - The Hounds of Pluto (2015)
  - The Exorcist of Vorsk (with Todd Mignola, 2015)
  - The Spanish Bride (2016)
  - For Whom the Bell Tolls (2016)
- Hellboy and B.P.R.D.:
  - 1952 (with John Arcudi and Alex Maleev, 2014)
  - 1953:
    - The Phantom Hand (with Ben Stenbeck, 2015)
    - The Kelpie (with Ben Stenbeck, 2015)
    - The Witch Tree (with Ben Stenbeck, 2015)
    - Rawhead and Bloody Bones (with Ben Stenbeck, 2015)
    - Wandering Souls (with Chris Roberson and Michael Walsh, 2016)
    - Beyond the Fences (with Chris Roberson, and Paolo and Joe Rivera, 2016)

  - 1954:
    - The Mirror (with Richard Corben, 2016)
    - Black Sun (with Chris Roberson and Stephen Green, 2016)
    - Unreasoning Beast (with Chris Roberson and Patric Reynolds, 2016)
    - Ghost Moon (with Chris Roberson and Brian Churilla, 2017)

  - 1955:
    - Secret Nature (with Chris Roberson and Shawn Martinbrough, 2017)
    - Occult Intelligence (with Chris Roberson and Brian Churilla, 2017)
    - Burning Season (with Chris Roberson, and Paolo and Joe Rivera, 2018)
- B.P.R.D.:
  - Hollow Earth (with Christopher Golden, Tom Sniegoski, Ryan Sook and Curtis Arnold, 2002)
  - The Soul of Venice (with Miles Gunther and Michael Avon Oeming, 2003)
  - Born Again (with John Arcudi and Guy Davis, 2004)
  - Plague of Frogs (with Guy Davis, 2004)
  - Another Day at the Office (with Cameron Stewart, 2004)
  - The Dead (with John Arcudi and Guy Davis, 2004)
  - The Black Flame (with John Arcudi and Guy Davis, 2005)
  - The Universal Machine (with John Arcudi and Guy Davis, 2006)
  - Garden of Souls (with John Arcudi and Guy Davis, 2007)
  - Killing Ground (with John Arcudi and Guy Davis, 2007)
  - 1946 (with Joshua Dysart and Paul Azaceta, 2008)
  - Revival (with John Arcudi and Guy Davis, 2008)
  - Bishop Olek’s Devil (with Joshua Dysart and Paul Azaceta, 2008)
  - Out of Reach (with John Arcudi and Guy Davis, 2008)
  - War on Frogs #1 (with John Arcudi, Herb Trimpe and Guy Davis, 2008)
  - The Ectoplasmic Man (with John Arcudi and Ben Stenbeck, 2008)
  - The Warning (with John Arcudi and Guy Davis, 2008)
  - War on Frogs #2 (with John Arcudi and John Severin, 2008)
  - The Black Goddess (with John Arcudi and Guy Davis, 2009)
  - And What Shall I Find There?  (with Joshua Dysart and Patric Reynolds, 2009)
  - War on Frogs #3 (with John Arcudi and Karl Moline, 2009)
  - 1947 (with Joshua Dysart, Gabriel Bá and Fábio Moon, 2009)
  - War on Frogs #4  (with John Arcudi and Peter Snejbjerg, 2009)
  - King of Fear (with John Arcudi and Guy Davis, 2010)
  - The Dead Remembered (with Scott Allie, Karl Moline and Andy Owens, 2011)
  - Casualties (with John Arcudi and Guy Davis, 2011)
  - 1948 (with John Arcudi and Max Fiumara, 2012)
  - Vampire (with Gabriel Bá and Fábio Moon, 2013)
- B.P.R.D.: Hell on Earth:
  - New World (with John Arcudi and Guy Davis, 2010)
  - Gods (with John Arcudi and Guy Davis, 2011)
  - Seattle (with John Arcudi and Guy Davis, 2011)
  - Monsters (with John Arcudi and Tyler Crook, 2011)
  - Russia (with John Arcudi and Tyler Crook, 2011)
  - An Unmarked Grave (with John Arcudi and Duncan Fegredo, 2012)
  - The Long Death (with John Arcudi and James Harren, 2012)
  - The Pickens County Horror (with Scott Allie and Jason Latour, 2012)
  - The Devil’s Engine (with John Arcudi and Tyler Crook, 2012)
  - The Transformation of J.H. O'Donnell (with Scott Allie and Max Fiumara, 2012)
  - Exorcism (with Cameron Stewart, 2012)
  - The Return of the Master (with John Arcudi and Tyler Crook, 2012)
  - The Abyss of Time (with Scott Allie and James Harren, 2013)
  - A Cold Day in Hell (with John Arcudi and Peter Snejbjerg, 2013)
  - Wasteland (with John Arcudi and Laurence Campbell, 2013)
  - Lake of Fire (with John Arcudi and Tyler Crook, 2013)
  - Reign of the Black Flame (with John Arcudi and James Harren, 2014)
  - The Devil's Wings (with John Arcudi and Laurence Campbell, 2014)
  - The Broken Equation (with John Arcudi and Joe Querio, 2014)
  - Grind (with John Arcudi and Tyler Crook, 2014)
  - Flesh and Stone (with John Arcudi and James Harren, 2014)
  - Nowhere, Nothing, Never (with John Arcudi and Peter Snejbjerg, 2015)
  - Modern Prometheus (with John Arcudi and Julián Totino Tedesco, 2015)
  - End of Days (with John Arcudi and Laurence Campbell, 2015)
  - The Exorcist (with Camerson Stewart, Chris Roberson, and Mike Norton, 2016)
  - Cometh the Hour (with John Arcudi and Laurence Campbell, 2016)
- B.P.R.D.: The Devil You Know:
  - Messiah (with Scott Allie and Laurence Campbell, 2017)
  - Pandemonium (with Scott Allie, Sebastián Fiumara, and Laurence Campbell, 2018)
- Lobster Johnson:
  - The Iron Prometheus (with Jason Armstrong, 2007)
  - The Burning Hand (with John Arcudi and Tonči Zonjić, 2012)
  - Tony Masso’s Finest Hour (with John Arcudi and Joe Querio, 2012)
  - The Prayer of Neferu (with John Arcudi and Wilfredo Torres, 2012)
  - Caput Mortuum (with John Arcudi and Tonči Zonjić, 2012)
  - Satan Smells a Rat (with John Arcudi and Kevin Nowlan, 2013)
  - A Scent of a Lotus (with John Arcudi and Sebastián Fiumara, 2013)
  - Get the Lobster (with John Arcudi and Tonči Zonjić, 2014)
  - A Chain Forged in Life (with John Arcudi, Troy Nixey, and Kevin Nowlan, 2015)
  - The Glass Mantis (with John Arcudi and Toni Fejzula, 2015)
  - The Forgotten Man (with John Arcudi and Peter Snejbjerg, 2016)
  - Metal Monsters of Midtown (with John Arcudi and Tonči Zonjić, 2016)
  - Garden of Bones (with John Arcudi and Stephen Green, 2017)
  - The Pirate's Ghost (with John Arcudi and Tonči Zonjić, 2017)
  - Mangekyō (with John Arcudi and Ben Stenbeck, 2017)
- Abe Sapien:
  - The Drowning (with Jason Shawn Alexander, 2008)
  - The Haunted Boy (with John Arcudi and Patric Reynolds, 2009)
  - The Abyssal Plain (with John Arcudi and Peter Snejbjerg, 2010)
  - The Devil Does Not Jest (with John Arcudi and James Harren, 2011)
  - Dark and Terrible (with Scott Allie and Sebastián Fiumara, 2013)
  - The New Race of Man (with John Arcudi and Max Fiumara, 2013)
  - The Shape of Things to Come (with Scott Allie and Sebastián Fiumara, 2013)
  - The Land of the Dead (with Scott Allie and Michael Avon Oeming, 2013)
  - To the Last Man (with Scott Allie and Max Fiumara, 2014)
  - The Garden (I) (with Scott Allie and Max Fiumara, 2014)
  - The Healer (with Scott Allie and Sebastián Fiumara, 2014)
  - Visions, Dreams, and Fishin’ (with Scott Allie and Max Fiumara, 2014)
  - Lost Lives (with Scott Allie and Juan Ferreyra, 2014)
  - Sacred Places (with Scott Allie and Sebastián Fiumara, 2014)
  - A Darkness so Great (with Scott Allie, and Max and Sebastián Fiumara, 2014)
  - Subconscious (with John Arcdui and Mark Nelson, 2015)
  - The Ogopogo (with Scott Allie and Kevin Nowlan, 2015)
  - The Shadow Over Suwanee (with Scott Allie, Sebastián and Max Fiumara, and Tyler Crook 2015)
  - Icthyo Sapien (with Scott Allie and Alise Gluškova, 2015)
  - The Garden (II) (with Scott Allie and Max Fiumara, 2015)
  - Witchcraft & Demonology (with Scott Allie and Santiago Caruso, 2016)
  - The Black School (with Scott Allie and Sebastián Fiumara, 2016)
  - Regressions (with Scott Allie and Max Fiumara, 2016)
  - Dark and Terrible Deep (with Scott Allie and Sebastián Fiumara, 2016)
  - The Garden (III) (with Scott Allie and Max Fiumara, 2016)
  - The Desolate Shore (with Scott Allie and Sebastián Fiumara, 2016)
- Sir Edward Grey, Witchfinder:
  - Murderous Intent (with Ben Stenbeck in Dark Horse Presents #16, November 2008)
  - In the Service of Angels (with Ben Stenbeck, 2009)[45]
  - Lost and Gone Forever (with John Arcudi and John Severin, 2011)[46]
  - Beware the Ape (with Ben Stenbeck, 2014)
  - City of the Dead (with Chris Roberson and Ben Stenbeck, 2016)
  - The Gates of Heaven (with Chris Roberson and D'Israeli, 2018)
- How Koshchei Became Deathless (with Guy Davis, 2009)
- Baba Yaga's Feast (with Guy Davis, 2009)
- Sledgehammer 44:
  - Sledgehammer 44 (with John Arcudi and Jason Latour, 2013)
  - Lightning War (with John Arcudi and Laurence Campbell, 2013)
- Frankenstein Underground (with Ben Stenbeck, 2015)
- Broken Vessels (with Scott Allie and Tim Sale, 2016)
- Rise of the Black Flame (with Chris Roberson and Christopher Mitten, 2016)
- The Great Blizzard (with Chris Roberson and Christopher Mitten, 2017)
- God Rest Ye Merry (with Chris Roberson and Paul Grist, 2017)
- The Last Witch of Fairfield (with Scott Allie and Sebastián Fiumara, 2017)
- The Visitor: How & Why He Stayed (with Chris Roberson and Paul Grist, 2017)
- Rasputin: The Voice of the Dragon (with Chris Roberson and Christopher Mitten, 2017)
- Koshchei the Deathless (with Ben Stenbeck, 2018)

### Романи
- Балтімор, або Стійкий олов'яний солдатик і вампір, з Крістофером Голденом, 2007, (ISBN 0553804715 )
- Nesting, з Крістофером Голденом, 2010
- Джо Голем і місто, що тоне, з Крістофером Голденом, 2012, (ISBN 0312644736 )
- Ляльковий катехізис отця Гаетано, з Крістофером Голденом, 2012, (ISBN 0312644744 )
- Grim Death and Bill the Electrocuted Criminal, with Thomas E. Sniegoski, 2017, (ISBN 1250077680 )

### Обкладинки
- Action Comics No. 614 (DC)
- Action Comics Annual No. 6 (DC)
- Adventures of Superman Annual No. 6 (DC)
- Aliens versus Predator No. 0 (Dark Horse)
- Aliens versus Predator: Fire and Stone No. 1 (Dark Horse)
- Alpha Flight No. 29–34, 36, 39 (Marvel)
- The American: Lost In America No. 3 (Dark Horse)
- Amazing Heroes No. 76 (Fantagraphics Books)
- Angel No. 12 (Dark Horse)
- Aquaman vol. 3 No. 6 (DC)
- Batgirl Special No. 1 (DC)
- Batman No. 426-429(DC)
- Batman Annual No. 18 (DC)
- Batman: Legends of the Dark Knight No. 62, Annual 1(DC)
- Batman/Judge Dredd: Vendetta In Gotham  No. 1 (DC)
- Bitter Root No. 1 (Image)
- Blue Beetle No. 19 (DC)
- Captain America Annual No. 10 (Marvel)
- Cheval Noir No. 12 (Dark Horse)
- Conan No. 29–31 (Dark Horse)
- Conan the Barbarian No. 236–237 (Marvel)
- The Creep No. 1 (Dark Horse)
- Critical Mass No. 1 (Epic)
- Daredevil Annual 1991 (Marvel)
- Dark Horse Presents No. 88–91, 107, 142, 151 (Dark Horse)
- Dark Horse Comics No. 2 (Dark Horse)
- Dark Horse 20 Years (Dark Horse)
- Deadman No. 3–5 (DC)
- Death Jr. (Image)
- Death of Lady Vampire No. 1 (Black Out)
- Detective Comics No. 583 (February 1988)(DC)
- Disney's Atlantis: The Lost Empire (Dark Horse)
- Disney Pixar The Incredibles No. 1 (Boom)
- Doctor Strange No. 75 (Marvel)
- Doctor Tomorrow No. 1 (Valiant)
- Doom Force No. 1 (inks) (DC)
- Drawing On Your Nightmares Halloween Special RRP Variant Edition (Dark Horse)
- Dylan Dog No. 1-6 and special number "Zed" (Dark Horse)
- Fallen Angels No. 6 (Marvel)
- Fantastic Four Ashcan (Marvel)
- Frankenstein Dracula War No. 1–3 (Topps)
- Freaks' Amour No. 3 (Dark Horse)
- Gutt Ghost No. 1 (Scout)
- The Incredible Hulk No. 302, 304–309 (covers), 311–313 (covers and interiors) (Marvel)
- Justice League Quarterly No. 14 (DC)
- Kabuki: The Alcemy No. 6 (Icon)
- Kickers, Inc. No. 9, 12 (Marvel)
- Lobo: Unamerican Gladiators No. 1–4 (DC)
- The Machine No. 2 (Dark Horse)
- The Man with the Screaming Brain No. 4 (Dark Horse)
- The Marquis: Danse Macabre No. 2 (Oni)
- Marvel Comics Presents No. 20 (Marvel)
- Marvel Fanfare No. 43 (Marvel)
- Marvel Team-Up No. 141 (inks) (Marvel)
- Michael Chabon Presents The Amazing Adventures of the Escapist No. 3 (Dark Horse)
- Michael Moorcock's Corum: The Bull and the Spear No. 1 (First)
- The Mighty Thor No. 26 (Marvel)
- The New Defenders No. 139, 141, 142(inks) (Marvel)
- New Mutants No. 54, Annual No. 7 (Marvel)
- New Warriors Annual No. 1 (inks) (Marvel)
- Nexus No. 28, (First)
- Out of the Vortex No. 2 (Dark Horse)
- Paper Museum No. 1 (Jungle Boy)
- Power Pack No. 20 (Marvel)
- Punisher No. 6 (Marvel)
- Quasar No. 15 (Marvel)
- Ragmop No. 4 (Planet Lucy)
- Ragnarok No. 8 (IDW)
- Randy Bowen's Decapitator No. 4 (Dark Horse)
- Rook No. 1-2 (Harris)
- Rumble Vol. 2 No. 1 (Dark Horse)
- The Sandman: The Dream Hunters No. 2 (DC)
- Sea of Stars No. 1 (Image)
- Secret Origins No. 41 (DC)
- The Shadow Strikes! No. 31 (DC)
- Shaolin Cowboy No. 2 (Burlyman)
- Sherlock Frankenstein and the Legion of Evil No. 1 (Dark Horse)
- Ship of Fools No. 1 (Caliber)
- Showcase '94 No. 3 (DC)
- Silver Surfer Vol. 3 No. 14 (Marvel)
- Snake Moon A Novel (Night Shade Books)
- Solar Man Of The Atom No. 24 (Valiant)
- Solomon Kane: Castle of the Devil
- Spawn No. 100 (Image)
- Spectre No. 7–9 (DC)
- Starman No. 42–45 (DC)
- Strange Tales Vol. 2 No. 19 (Marvel)
- Strikeforce: Morituri No. 21 (Marvel)
- Superman Annual No. 6 (DC)
- Superman: The Man of Steel Annual No. 3 (DC)
- Tales of the Unexpected No. 1 (DC)
- Trickster (Global & Trickster)
- Uncanny X-Men Annual No. 15 (Marvel)
- Whiteout No. 2 (Oni)
- Will to Power No. 10-12 (Dark Horse)
- Wolverine No. 28 (inks) (Marvel)
- X-Factor No. 55, 70, Annual 6 (Marvel)
- X-Men Classic No. 57–70 (Marvel)
- Xena: Warrior Princess No. 1 (Dark Horse)
- Zorro No. 6 (Topps)